# Салат из сникерса
Сала́т из сни́керса — блюдо, приготовленное из измельчённых яблок Гренни Смит, батончиков Snickers и взбитых сливок и подаваемое в миске. Таким популярным «салатом» (в самом деле блюдо является десертом) угощают гостей жители Среднего Запада США. Рецепт салата иногда включается даже в церковные кулинарные книги.
Салат из сникерса прост в изготовлении — достаточно измельчить и перемешать его компоненты. Альтернативные варианты салата могут содержать виноград, нарезанные бананы или ананасы, ванильный пудинг, пахту, лимонный сок, сметану, мягкий сыр и майонез. Более сладкие варианты включают в себя шоколадную крошку,  карамельный или шоколадный сироп, арахис и измельчённые брецели.